# 甘藏毛茛
甘藏毛茛（学名：Ranunculus glabricaulis）为毛茛科毛茛属下的一个种。

## 扩展阅读
維基物種上的相關：甘藏毛茛